# Dolichopeza asymmetrica
Dolichopeza asymmetrica är en tvåvingeart som beskrevs av Günther Theischinger 1993. Dolichopeza asymmetrica ingår i släktet Dolichopeza och familjen storharkrankar. Inga underarter finns listade i Catalogue of Life.